# Pavol Bagin
Pavol Bagin (* 11. Mai 1933 in Košice; † 4. Januar 2013 in Bratislava) war ein slowakischer Komponist und Dirigent.

## Leben
Nachdem er die Matura in Galanta absolviert hatte, studierte Pavol Bagin 1951–1955 in Bratislava an der Musikabteilung der Pädagogischen Fakultät der Comenius-Universität bei Eugen Suchoň und gleichzeitig am Konservatorium, wo Andrej Očenáš und Šimon Jurovský (Komposition) sowie Kornel Schimpl (Dirigieren) seine Lehrer waren. Seine Ausbildung vervollständigte er 1955–1959 mit einem Dirigierstudium bei Ľudovít Rajter an der Akademie der Darstellenden Künste, der nunmehrigen Hochschule für Musische Künste Bratislava (Vysoká škola múzických umení v Bratislave – VŠMU).  1957–1969 war er Nachfolger von Ladislav Holoubek als Chefdirigent und stellvertretender künstlerischer Leiter des Sinfonieorchesters des Militärkunstensembles „Ján Nálepka“ in Bratislava, mit dem er nicht zuletzt auch politisch-propagandistisch ausgerichtete Programme aufführte. Nach einem Studienaufenthalt am Moskauer Tschaikowsky-Konservatorium arbeitete er 1971 als Direktor der Kunstabteilung des Kulturministeriums des slowakischen Teils der ČSSR. Noch im selben Jahr wurde er künstlerischer Leiter und Chefdramaturg der Oper des Slowakischen Nationaltheaters (SND) in Bratislava – eine Position, die er bis 1983 innehatte. Während seiner Zeit am SND gewann er für das Ensemble viele junge Sängerinnen und Sänger, die bald zu herausragenden Vertretern der slowakischen Opernkultur im In- und Ausland wurden, darunter Peter Dvorský, Magdaléna Hajóssyová, Sergej Kopčák, Peter Mikuláš, den Dirigenten Ondrej Lenárd, aber etwa auch den Choreographen Boris Slovák. Zudem unternahm er mit dem Opernensemble des SND Gastspielreisen in mehrere ost- und westeuropäische Länder. Als Dirigent widmete sich Bagin neben einer großen Bandbreite des klassischen Konzert- und Opernrepertoires insbesondere auch der zeitgenössischen slowakischen Musik, aus der er nicht zuletzt zahlreiche Werke zur Uraufführung brachte, darunter Stücke von Ladislav Burlas, Juraj Hatrík, Milan Novák, Jozef Sixta sowie seiner Lehrer Suchoň und Očenáš. Er leitete vor allem Orchester innerhalb der Slowakei, darunter die Slowakische Philharmonie, die Staatsphilharmonie Košice, das Tschechoslowakische Radio-Sinfonieorchester in Bratislava und das Staatliche Kammerorchester Žilina. Nach seinem Ausscheiden aus dem Opernbetrieb wurde Bagin 1983 Chefredakteur des Musikverlages OPUS. 1987–1990 war er Sekretär des ZČSSKU (Verband der tschechoslowakischen Komponisten und Konzertkünstler), nach der Samtenen Revolution 1990–1996 Sekretär des Slowakischen Komponistenverbands und 1997–1999 Direktor des Nationalen Musikzentrums der Slowakei.
Im Zuge seiner Ausbildung insbesondere geprägt von seinem Lehrer Eugen Suchoň,  kam Pavol Bagin früh mit der musikalischen Praxis im Bereich des Chorgesangs in Berührung. Dies führte ihn dazu, auch als Pianist und Dirigent viel mit Chören zu arbeiten. Als Komponist trug er mit einer großen Zahl an Chorsätzen zum Repertoire bei. Einen Schwerpunkt bilden auch die Bearbeitungen slowakischer Lieder und Tänze für A-cappella-Chor, Gesang und Orchester oder auch für ausschließlich instrumentale Versionen. In diesem Zusammenhang verband ihn eine rege Zusammenarbeit mit dem Volksmusikorchester des Tschechoslowakischen Rundfunks in Bratislava. Diese Tätigkeit brachte ihn auch mit den modalen Strukturen der slowakischen Volksmusik in Berührung, die in seinem gesamten Schaffen eine große Rolle spielen. Die verschiedenen ästhetischen Elemente und experimentellen Mittel der Neuen Musik im 20. Jahrhundert griff er für seine Kompositionen kaum auf. Klare Fasslichkeit, Melodie und tänzerische Rhythmik sowie schillernde Farbigkeit in der Instrumentierung sind einige Eigenschaften seiner Musik, mit denen er durchaus im Einklang mit den staatlichen Reglementierungen während der Phase der kommunistischen Herrschaft stand. Nach 1989 war er zwar weiterhin in verschiedenen Funktionen tätig, als Komponist wurde er jedoch in der Phase des Aufbruchs und neuer Trends nur mehr sehr eingeschränkt wahrgenommen.

## Preise und Auszeichnungen (Auswahl)
- 1966: Laureat des Vít Nejedlý-Preises[5] und Preis des Ministers für Nationale Sicherheit
- 1978: Preis des Kulturministeriums der SSR
- 1979: Preis des Verbands der Slowakischen Dramatiker
- 1981: Titel „Zaslúžilý umelec“ (Verdienter Künstler)

## Werke (Auswahl)

### Gesang und Orchester
- Dve ľudové piesne (Zwei Volkslieder) für Alt und Orchester (1964)
- Drei Lieder nach Gedichten von Miroslav Válek[6] für Sopran und Orchester (1977)
- Fünf slowakische Volkslieder für Tenor und Orchester (1977)
- Dve ľudové piesne (Zwei Volkslieder) für Sopran und Orchester (1979)
- Dve zo stredného Slovenska (Zwei aus der mittleren Slowakei). Volkslied für Bariton und Orchester (1989)
- Vysoko zornička (Hoher Morgenstern). Volkslied für Bariton und Orchester (1989)

### Orchester
- Selanka (Idylle) (1962)
- Tanec z južného Slovenska (Tanz aus der Südslowakei) (1963)
- Dumka a tanec (Dumka und Tanz) (1964)
- Tanec z stredného Slovenska (Tanz aus der mittleren Slowakei) (1965)
- Tanec z východného Slovenska (Tanz aus der Ostslowakei) (1971)
- Pod Zoborom (Unter dem Zobor) (1983)
- Svadobné piesne z Lešti (Hochzeitslieder aus Lešť) (1984)
- Allegro festivo. Konzertouvertüre (1986)
- Katarína (1988)
- Pod Sitnom (Unter dem Sitno) (1989)
- Dumka a tanec (Dumka und Tanz) (1992)
- Ister. Sinfonische Skizze (1995)
- Uspávanka (Wiegenlied) (1996)

### Kammerorchester, Streichorchester
- Quattro invenzioni per archi für Streichorchester (1976)
- Mládežnícka suita (Jugendsuite) für Streichorchester (1980)
- Melancholische Miniaturen für Kammerorchester (1980)
- Hudba (Musik) für Streichorchester (1981)
- Sinfonietta slovaca für Streichorchester (1983)
- Sinfonia brevis für Kammerorchester (1990)

### Soloinstrument und Orchester
- Konzert für Cembalo und Streichorchester (1987)

### Duos und Kammermusik
- Akvarely (Aquarelle) für Bläserquintett (1977)
- Präludien für Streichquartett (1979)
- Sieben Bagatellen für Klarinette, Violine, Viola und Violoncello (1979)
- Sonatine für Flöte und Klavier „in modo classico“ (1983)
- Poetické nálady (Poetische Stimmungen) für Oboe, Klarinette und Fagott (1995)
- Štyri kusy (Vier Stücke) für Fagott und Klavier (1998)
- Trio für Violine, Viola und Violoncello (1999)
- Za cisára pána… (Für den kaiserlichen Herrn…) für Flöte, Violine, Akkordeon und Klavier (2000)
- Suite für Viola und Klavier (2007)

### Klavier zu zwei oder vier Händen
- Scherzo (1976)
- Môjmu synovi (Meinem Sohn). Kleine Suite (1977)
- Pozdrav (Gruß) (1980)
- Romantische Miniaturen (1988)
- Mladosť (Jugend) für Klavier zu zwei oder vier Händen (1988)
- Spomienky (Erinnerungen). Drei lyrische Stücke (2003)

### Diverse Instrumente solo
- Pastorale für Flöte (1978)
- Drei Interludien für Orgel (1984)
- Drei Fragmente für Klarinette (1990)
- Kleine Suite für Akkordeon (1996)

### Gesang und Klavier
- Drei Lieder nach Gedichten von Miroslav Válek für Sopran und Klavier (1977)
- Doletelo spevné vtáča na okienko (Der singende Vogel flog ans Fenster) nach Worten von Martin Rázus für Bass und Klavier (1992)

### Gemischter Chor a cappella
- Odišiel šuhajko (Šuhajko ging) nach Worten von Ľudka Ďurčeková für Solostimme und gemischten Chor (1962)
- Lapotadlo. Spiel für gemischten Chor (1986)
- Nad Myjavou vyšla hviezda (Über Myjava ist ein Stern aufgegangen). Volksliedarrangement (1986)

Außerdem Werke für den Unterricht sowie eine Vielzahl weiterer Arrangements von Volksliedern und Volkstänzen

## Diskographie (Auswahl)
- Drei Lieder – Magdaléna Hajóssyová (Sopran), Camerata Slovaca, Dirigent: Viktor Málek – auf: Nova tvorba ‘78 (Opus, LP 1978)
- Suite für die Jugend sowie Werke von Bartolomej Urbanec, Zdenko Mikula, František Prášil und Ernst Toller – Slowakischer Philharmonischer Chor, Slowakische Philharmonie, Tschechoslowakisches Radio-Sinfonieorchester, Dirigent: Pavol Bagin – auf: Pod zástavou KSČ (Unter dem Banner der Kommunistischen Partei) (Opus, LP 1981)
- Scherzo, Drei Lieder, Quattro invenzioni per archi, Watercolours, Melancholic Miniatures, Preludes – Magdaléna Hajóssyová (Violoncello), Alexander Cattarino (Klavier), Košice Streichquartett, Bratislava Bläserquintett, Camerata Slovaca, Dirigent: Viktor Málek; Slowakisches Kammerorchester, Dirigent: Bohdan Warchal; Tschechoslowakisches Radio-Sinfonieorchester, Dirigent: Pavol Bagin – auf: Pavol Bagin (Opus, LP 1981)
- Musik für Streichorchester – Slowakische Philharmonie, Dirigent: Vladimír Verbickij – auf: Hanuš Domanský, Pavol Bagin, Ladislav Holoubek (Opus, LP 1983)
- Sinfonietta slovaca – Slowakisches Kammerorchester, Dirigent: Bohdan Warchal – auf: Slovak Chamber Music. Juraj Hatrík, Pavol Bagin (Opus, LP 1985)
- Lapotadlo – Sängerchor der Stadt Bratislava, Leitung: Ladislav Holásek – auf: Spevácky zbor mesta Bratislavy (Radio Bratislava, CD 1996)
- Fünf slowakische Volkslieder sowie slowakische Volkslieder in Bearbeitungen von Štefan Németh-Šamorínsky, Vítězslav Novák und Mikuláš Schneider-Trnavský – Peter Dvorský (Tenor), Orchester des SND, Dirigent: Pavol Bagin – auf: Peter Dvorský ‘77/Slowakische Volkslieder (Opus, CD 2009)
- Preludes, Scherzo, Pastorale, Watercolours, Streichtrio, Romantic Miniatures, Lyric Moods – Miloš Jurkovič (Flöte), Igor Fábera (Oboe), Jozef Luptáčik (Klarinette), Roman Mešina (Fagott), Zuzana Gavorníková Paštéková (Violine) Ludmila Hošková (Viola), Katarína Kleinová (Violoncello), Alexander Cattarino und Daniela Kardošová (Klavier), Košice Streichquartett, Bratislava Bläserquintett – auf: Pavol Bagin. Chamber Music (Slowakischer Musikfonds, CD 2011)